# Богданов, Вячеслав Алексеевич
Вячеслав Алексеевич Богданов (24 сентября 1937, деревня Васильевка, Мордовский район, Тамбовская область — 11 июля 1975, Москва) — русский советский поэт. Член Союза писателей СССР (1969).

## Биография
Родился 24 сентября 1937 года в деревне Васильевка Мордовского района Тамбовской области. Отец умер на фронте в 1942 году. Был младшим из трех детей.
Окончил Васильевскую начальную школу, в семилетней школе учиться не смог: она была далеко, а в бедной семье не было ни одежды, ни обуви для Богданова. Летом трудился в колхозе.
В 1955 году приехал в Челябинск, учился в школе ФЗО при Челябинском металлургическом заводе вместе с В. В. Сорокиным. По ее окончании более 15 лет работал слесарем-монтажником на ЧМЗ. Одновременно учился в школе рабочей молодежи.
С 1955 г. занимался в литературном объединении «Металлург» при Дворце культуры ЧМЗ, затем более 10 лет руководил им. В 1956 году опубликовано первое стихотворение в челябинской областной газете «Комсомолец» (по другим данным еще в школьные годы в «Пионерской правде»). С этого периода начал печататься в газетах, журналах и альманахах.
В 1964 в Южно-Уральском книжном издательстве вышел дебютный сборник стихов «Звон колосьев», затем в течение 10 лет — еще 5 поэтических книг: две в Челябинске и три в Москве.
В 1969 г. окончил Высшие литературные курсы при Литинституте им. А. М. Горького и вступил в Союз писателей СССР.
Последние годы жизни входил в состав редколлегии литературного журнала «Урал».
К концу жизни переехал в Москву, где трудился в прессе. Умер в возрасте 37 лет от остановки сердца. Похоронен в Челябинске на Успенском кладбище.

## Творчество
Писать стихи начал в юности, первые произведения написал на Тамбовщине.
Литературным учителем Богданова был известный советский поэт В. Д. Федоров.
Поэмы и стихи Богданова печатались в журналах «Урал», «Сибирские огни», «Москва», «Молодая гвардия», «Наш современник», «Уральский следопыт», в сборниках и альманахах.
Библиография
Отдельные издания:
1. Богданов, В. А. Звон колосьев. — Челябинск: ЮУКИ, 1964.
2. Богданов, В. А. Голубой костер. — Челябинск: ЮУКИ, 1968.
3. Богданов, В. А. Гость полей. — М.: Молодая гвардия, 1970.
4. Богданов, В. А. Перезвон. — Челябинск: ЮУКИ, 1972.
5. Богданов, В. А. Звено. — М.: Современник, 1973.
6. Богданов, В. А. Светунец. — М.: Советский писатель, 1974.
7. Богданов, В. А. Избранная лирика. — Челябинск: ЮУКИ, 1975.
8. Богданов, В. А. Возраст. — М.: Современник, 1977.
9. Богданов, В. А. Самое дорогое. — Челябинск: ЮУКИ, 1982.
10. Богданов, В. А. Чистые снега. — Челябинск: ЮУКИ, 1986.
11. Богданов, В. А. Челябинская тетрадь. — Челябинск: АТОКСО, 1993.
12. Богданов, В. А. Возвращение : собрание сочинений. — М.: Современный писатель, 1997.
13. Богданов, В. А. Встреча. — Тамбов: Пролетарский светоч, 1997.
14. Богданов, В. А. Она всегда неповторима — Русь! — Тамбов: Тамбовполиграфиздат, 2004.

## Критика
В первом сборнике стихов чувствовалось влияние Сергея Есенина, Бориса Ручьева и литературного учителя Богданова Василия Федорова. Однако в дальнейшем поэт преодолел это и выработал свой голос.
Высокую оценку творчества Богданова дали Людмила Татьяничева, Николай Тряпкин, Виктор Боков, Сергей Наровчатов, Александр Межиров, Егор Исаев, Василий Федоров, Борис Ручьев.
Л. А. Татьяничева обращала внимание на самобытность таланта Богданова и на «органическое, идущее из глубины души стремление связать воедино город и деревню, человека и природу, не противопоставляя их друг другу».

## Память
- В память о Богданове в Челябинске в 1980-е был назван поэтический клуб «Светунец» (по названию одной из книг поэта) при Челябинском отделении Союза писателей, в 2003 г. возрожден как литературный клуб «Светунец» имени В. А. Богданова[3].
- К 60-летию поэта в Челябинске вышла книга «Верность» о жизни и творчестве поэта[5].
- На Тамбовщине каждую осень с 1997 года проводятся Богдановские чтения (литературный фестиваль)[4][6].
- В районном центре Мордово открыт музей Богданова, его именем названа улица и библиотека (на здании библиотеки висит мемориальная доска), установлен бюст поэта, учреждена в 1998 году премия «Светунец» имени В. А. Богданова[4][7]
- Тамбовские композиторы О. Егорова, Л. Казанков положили стихи поэта на музыку[4].
- В 2019 году в Челябинске на здании общежития ЧМК (Богдана Хмельницкого, 10), где жил Богданов, установлена мемориальная доска в память о нем[8].